# Anamorava
Anamorava, betyder “sidan av floden Morava e Binçës”, landsbygd i sydöstra Kosovo, sträcker sig söder om Gjilani och floden Morava e Binçës, öster mot Preševodalen i södra Serbien och norr om Skopje i Nordmakedonien med berg på 1 000–1 200 meter över havet.